# Heimatmuseum Versmold
Das Heimatmuseum Versmold ist ein regionalgeschichtliches Museum in der ostwestfälischen Stadt Versmold in Nordrhein-Westfalen. 

## Geschichte
Das Heimatmuseum wurde 1994 auf Initiative des Heimatvereins Versmold in einem typisch ravensbergischen Heuerlingskotten aus dem 18. Jahrhundert gegründet und durch kontinuierliche Erweiterung mit zusätzlichen Gebäuden zu einem kleinen Museumsdorf ausgebaut. Regelmäßig werden Sonderausstellungen gezeigt.

## Beschreibung
Themenbereiche des Museums sind:
Remise und Scheune
In einer 1995 erbauten landwirtschaftlichen Scheune werden Handwerkzeuge und Gerätschaften aus der Landwirtschaft gezeigt. 
Backspeicher
Im Jahr 1999 wurde die Museumsanlage um einen Backspeicher erweitert, der nach historischem Vorbild von 1663 originalgetreu nachgebaut wurde. Es finden regelmäßig Brotbacktage statt.
Schmiede
2003 wurde eine Schmiede nach dem Vorbild einer alten Dorfschmiede aufgebaut und eingerichtet.
Tischlerei
Die 2010 eröffnete Tischlerei zeigt Werkzeuge, Maschinen und Stellmachergeräte aus vergangenen Jahrzehnten.
Schneiderstube und Schuhmacherwerkstatt
In den Räumen über der Tischlerei sind alte Arbeitsgeräte des Schneiderhandwerks ausgestellt. Daneben wurde eine Schuhmacherwerkstatt eingerichtet.
Bienenhaus
Das 2014 gebaute Bienenhaus zeigt historisches und heutigesn Zubehör für die Imkerei.
Haus der Versmolder Geschichte
Das 2019 eigens dafür errichtete Haus der Versmolder Geschichte widmet sich acht Themen, die für Versmold besonders typisch sind. Gezeigt wird die Entwicklung der "Höheren Privatschule", der Kirchengeschichte, der Stadtgeschichte von 1719 bis 1822, der Ziegeleien, der Gaststätten, des Kleinfleischhandels, ehemaliger Wassermühlen und einer ehemaligen Zwirnerei.